# Popillia eximia
Popillia eximia är en skalbaggsart som beskrevs av Gilbert John Arrow 1913. Popillia eximia ingår i släktet Popillia och familjen Rutelidae. Inga underarter finns listade i Catalogue of Life.